# Serie A - 1ª Divisione Nazionale 2016-2017
La Serie A - 1ª Divisione Nazionale 2016-2017 è stata la 48ª edizione del torneo di Serie A del campionato italiano di pallamano maschile.

## Avvenimenti
La Federazione ha indicato nel 30 giugno 2016 l'ultimo giorno disponibile per presentare domanda di ripescaggio nella Serie A. 
Il 1º luglio 2016 è stata accettata la domanda di ripescaggio della società veneta del Malo (partecipante al girone A), retrocessa nel campionato 2015-2016 e abilitata quindi a partecipare al campionato 2016-2017.

## Girone A

### Stagione regolare
|  | Pos. | Squadra         | Pt | G  | V  | VR | S  | SR | GF  | GS  | D    | Note                   |
|  | ---- | --------------- | -- | -- | -- | -- | -- | -- | --- | --- | ---- | ---------------------- |
|  | 1.   | Bozen           | 51 | 18 | 17 | 0  | 1  | 0  | 527 | 408 | +119 | Qualificato ai playoff |
|  | 2.   | Pressano        | 47 | 18 | 15 | 1  | 2  | 0  | 459 | 338 | +121 | Qualificato ai playoff |
|  | 3.   | Meran           | 39 | 18 | 13 | 0  | 5  | 0  | 480 | 417 | +63  | Qualificato ai playoff |
|  | 4.   | Trieste         | 39 | 18 | 12 | 1  | 4  | 1  | 507 | 416 | +91  | Qualificato ai playoff |
|  | 5.   | Cassano Magnago | 24 | 18 | 7  | 1  | 9  | 1  | 457 | 431 | +26  | Playout                |
|  | 6.   | Malo            | 21 | 18 | 7  | 0  | 11 | 0  | 476 | 507 | -31  | Playout                |
|  | 7.   | Eppan           | 19 | 18 | 6  | 0  | 11 | 1  | 418 | 449 | -31  | Playout                |
|  | 8.   | Brixen          | 18 | 18 | 6  | 0  | 12 | 0  | 408 | 413 | -5   | Playout                |
|  | 9.   | Mezzocorona     | 12 | 18 | 4  | 0  | 14 | 0  | 348 | 470 | -122 | Playout                |
|  | 10.  | Musile          | 0  | 18 | 0  | 0  | 18 | 0  | 383 | 614 | -231 | Playout                |

### Poule Playoff

#### Classifica
|  | Pos. | Squadra  | Pt | G | V | VR | S | SR | GF  | GS  | D   | Note                                 |
|  | ---- | -------- | -- | - | - | -- | - | -- | --- | --- | --- | ------------------------------------ |
|  | 1.   | Bozen    | 19 | 6 | 3 | 0  | 2 | 1  | 173 | 154 | +19 | Qualificato alle semifinali scudetto |
|  | 2.   | Pressano | 15 | 6 | 3 | 0  | 3 | 0  | 141 | 149 | -7  | Qualificato alla Poule d'Ammissione  |
|  | 3.   | Meran    | 12 | 6 | 3 | 0  | 3 | 0  | 165 | 161 | +4  |                                      |
|  | 4.   | Trieste  | 8  | 6 | 2 | 1  | 3 | 0  | 157 | 172 | -15 |                                      |

### Poule Retrocessione

#### Classifica
|  | Pos. | Squadra         | Pt | G | V | VR | S | SR | GF  | GS  | D   | Note          |
|  | ---- | --------------- | -- | - | - | -- | - | -- | --- | --- | --- | ------------- |
|  | 1.   | Cassano Magnago | 22 | 5 | 4 | 0  | 1 | 0  | 143 | 102 | +41 |               |
|  | 2.   | Malo            | 16 | 5 | 2 | 2  | 2 | 0  | 140 | 139 | +1  |               |
|  | 3.   | Brixen          | 15 | 5 | 3 | 0  | 0 | 2  | 137 | 125 | +12 |               |
|  | 4.   | Eppan           | 14 | 5 | 2 | 1  | 2 | 0  | 117 | 111 | +6  |               |
|  | 5.   | Mezzocorona     | 8  | 5 | 2 | 0  | 3 | 0  | 102 | 114 | -12 |               |
|  | 6.   | Musile          | 0  | 5 | 0 | 0  | 5 | 0  | 103 | 151 | -48 | Retrocessione |

## Girone B

### Stagione regolare
|  | Pos. | Squadra           | Pt | G  | V  | VR | S  | SR | GF  | GS  | D    | Note                   |
|  | ---- | ----------------- | -- | -- | -- | -- | -- | -- | --- | --- | ---- | ---------------------- |
|  | 1.   | Carpi             | 44 | 16 | 14 | 1  | 1  | 0  | 443 | 351 | +92  | Qualificato ai playoff |
|  | 2.   | Romagna           | 37 | 16 | 12 | 0  | 3  | 1  | 419 | 334 | +85  | Qualificato ai playoff |
|  | 3.   | Città Sant'Angelo | 33 | 16 | 10 | 1  | 4  | 1  | 436 | 393 | +43  | Qualificato ai playoff |
|  | 4.   | Bologna United    | 27 | 16 | 8  | 1  | 6  | 1  | 426 | 399 | +27  | Qualificato ai playoff |
|  | 5.   | Cologne           | 23 | 16 | 7  | 1  | 8  | 0  | 403 | 397 | +6   | Playout                |
|  | 6.   | Tavarnelle        | 18 | 16 | 5  | 1  | 9  | 1  | 415 | 462 | -47  | Playout                |
|  | 7.   | Cingoli           | 17 | 16 | 5  | 1  | 10 | 0  | 407 | 418 | -11  | Playout                |
|  | 8.   | Ancona            | 10 | 16 | 3  | 0  | 12 | 1  | 348 | 435 | -87  | Playout                |
|  | 9.   | Rapid Nonantola   | 7  | 16 | 2  | 0  | 13 | 1  | 338 | 446 | -108 | Playout                |

### Poule Playoff

#### Classifica
|  | Pos. | Squadra           | Pt | G | V | VR | S | SR | GF  | GS  | D   | Note                                 |
|  | ---- | ----------------- | -- | - | - | -- | - | -- | --- | --- | --- | ------------------------------------ |
|  | 1.   | Carpi             | 21 | 6 | 4 | 0  | 2 | 0  | 163 | 159 | +4  | Qualificato alle semifinali scudetto |
|  | 2.   | Città Sant'Angelo | 15 | 6 | 4 | 0  | 2 | 0  | 181 | 165 | +16 | Qualificato alla Poule d'Ammissione  |
|  | 3.   | Romagna           | 15 | 6 | 3 | 0  | 3 | 0  | 159 | 153 | +6  |                                      |
|  | 4.   | Bologna United    | 3  | 6 | 1 | 0  | 5 | 0  | 154 | 180 | -26 |                                      |

### Poule Retrocessione

#### Classifica
|  | Pos. | Squadra         | Pt | G | V | VR | S | SR | GF  | GS  | D   | Note          |
|  | ---- | --------------- | -- | - | - | -- | - | -- | --- | --- | --- | ------------- |
|  | 1.   | Cologne         | 19 | 5 | 3 | 0  | 1 | 0  | 110 | 98  | +12 |               |
|  | 2.   | Cingoli         | 15 | 5 | 3 | 0  | 1 | 0  | 130 | 109 | +21 |               |
|  | 3.   | Tavarnelle      | 11 | 5 | 1 | 0  | 3 | 0  | 104 | 126 | -22 |               |
|  | 4.   | Ancona          | 10 | 5 | 2 | 0  | 2 | 0  | 105 | 101 | +4  |               |
|  | 5.   | Rapid Nonantola | 5  | 5 | 1 | 0  | 3 | 0  | 101 | 116 | -15 | Retrocessione |

## Girone C

### Stagione regolare
|  | Pos. | Squadra          | Pt | G  | V  | VR | S  | SR | GF  | GS  | D    | Note                   |
|  | ---- | ---------------- | -- | -- | -- | -- | -- | -- | --- | --- | ---- | ---------------------- |
|  | 1.   | Junior Fasano    | 43 | 16 | 14 | 0  | 1  | 1  | 559 | 415 | +144 | Qualificato ai playoff |
|  | 2.   | Conversano       | 41 | 16 | 13 | 1  | 2  | 0  | 472 | 381 | +91  | Qualificato ai playoff |
|  | 3.   | Albatro Siracusa | 36 | 16 | 12 | 0  | 4  | 0  | 460 | 396 | +64  | Qualificato ai playoff |
|  | 4.   | Fondi            | 24 | 16 | 7  | 1  | 7  | 1  | 429 | 435 | -6   | Qualificato ai playoff |
|  | 5.   | Noci             | 23 | 16 | 7  | 1  | 8  | 0  | 410 | 436 | -26  | Playout                |
|  | 6.   | VF Benevento     | 19 | 16 | 6  | 0  | 9  | 1  | 471 | 465 | +6   | Playout                |
|  | 7.   | Benevento        | 18 | 16 | 6  | 0  | 10 | 0  | 398 | 441 | -43  | Playout                |
|  | 8.   | Gaeta            | 12 | 16 | 4  | 0  | 12 | 0  | 386 | 439 | -53  | Playout                |
|  | 9.   | Kelona           | 0  | 16 | 0  | 0  | 16 | 0  | 406 | 583 | -177 | Playout                |

### Poule Playoff

#### Classifica
|  | Pos. | Squadra          | Pt | G | V | VR | S | SR | GF  | GS  | D   | Note                                 |
|  | ---- | ---------------- | -- | - | - | -- | - | -- | --- | --- | --- | ------------------------------------ |
|  | 1.   | Junior Fasano    | 23 | 6 | 4 | 1  | 1 | 0  | 191 | 153 | +38 | Qualificato alle semifinali scudetto |
|  | 2.   | Conversano       | 15 | 6 | 2 | 1  | 2 | 1  | 182 | 167 | +15 | Qualificato alla Poule d'Ammissione  |
|  | 3.   | Albatro Siracusa | 10 | 6 | 2 | 0  | 5 | 1  | 154 | 172 | -18 |                                      |
|  | 4.   | Fondi            | 6  | 6 | 2 | 0  | 4 | 0  | 144 | 179 | -35 |                                      |

### Poule Retrocessione

#### Classifica
|  | Pos. | Squadra      | Pt | G | V | VR | S | SR | GF  | GS  | D   | Note          |
|  | ---- | ------------ | -- | - | - | -- | - | -- | --- | --- | --- | ------------- |
|  | 1.   | Benevento    | 18 | 5 | 4 | 0  | 0 | 0  | 99  | 89  | +10 |               |
|  | 2.   | VF Benevento | 17 | 5 | 3 | 0  | 1 | 0  | 121 | 113 | +8  |               |
|  | 3.   | Noci         | 16 | 5 | 2 | 0  | 2 | 0  | 114 | 108 | +6  |               |
|  | 4.   | Gaeta        | 7  | 5 | 1 | 0  | 3 | 0  | 97  | 109 | -12 |               |
|  | 5.   | Kelona       | 2  | 5 | 0 | 0  | 4 | 0  | 101 | 113 | -12 | Retrocessione |

## Poule d'Ammissione
Per stabilire la quarta squadra semifinalista, le squadre classificatesi seconde nei propri gironi al termine dei playoff disputano un triangolare in campo neutro. Il vincente del triangolare disputa le semifinali scudetto. Il triangolare si svolge a Chieti, al Pala Santa Filomena.

### Risultati
| Arbitri: | Luciano Cardone (Napoli) Ciro Cardone (Napoli) |

|                   |           |           |
| Chisté, Dallago 5 | Marcatori | Martino 7 |

| Arbitri: | Marco Di Domenico (Merano) Lorenzo Fornasier (Merano) |

|            |           |           |
| Pizarro 10 | Marcatori | Iballi 10 |

| Arbitri: | Francesco Simone (Altamura) Pietro Monitillo (Altamura) |

|           |           |             |
| Pizarro 6 | Marcatori | Bolognani 6 |

## Semifinali Scudetto

### Risultati
| Squadra 1 | Squadra 2     | Andata             | Ritorno               |
| --------- | ------------- | ------------------ | --------------------- |
| Carpi     | Bozen         | Carpi, 6 mag. 2017 | Bolzano, 13 mag. 2017 |
| Carpi     | Bozen         | 22 – 25            | 25 – 32               |
| Pressano  | Junior Fasano | Lavis, 6 mag. 2017 | Fasano, 13 mag. 2017  |
| Pressano  | Junior Fasano | 28 – 28            | 20 – 32               |

## Finale
| Squadra 1     | Squadra 2 | Gara 1               | Gara 2                |
| ------------- | --------- | -------------------- | --------------------- |
| Junior Fasano | Bozen     | 20 mag. 2017, Fasano | 27 mag. 2017, Bolzano |
| Junior Fasano | Bozen     | 25 - 27              | 23 - 28               |

## Classifica marcatori
| Giocatore                | Squadra           | Reti |
| ------------------------ | ----------------- | ---- |
| Tomislav Bošnjak         | Carpi             | 201  |
| Uroš Lazarević           | Brixen            | 172  |
| Ignacio Pizarro          | Città Sant'Angelo | 162  |
| Allan Luis Pereira       | Valentino Ferrara | 161  |
| Ardian Iballi            | Conversano        | 149  |
| Demis Radovčić           | Junior Fasano     | 148  |
| Francesco Ceccarini      | Valentino Ferrara | 147  |
| Davide Bulzamini         | Romagna           | 144  |
| Martín Molina            | Albatro Siracusa  | 141  |
| Miloš Filić              | Gaeta             | 139  |
| Vincenzo Laera           | Noci              | 139  |
| Alessio Moretti          | Bozen             | 137  |
| Jan Radojkovič           | Trieste           | 137  |
| Alessandro Aragona       | Kelona            | 130  |
| Alessandro Dallago       | Pressano          | 124  |
| Stanislav Petrychko      | Benevento         | 122  |
| Edoardo Borgianni        | Tavarnelle        | 120  |
| Federico Rubbo Rodríguez | Cingoli           | 117  |
| Dean Turković            | Bozen             | 116  |
| Gabriele Saitta          | Kelona            | 116  |